# Ehrenbreitsteiner

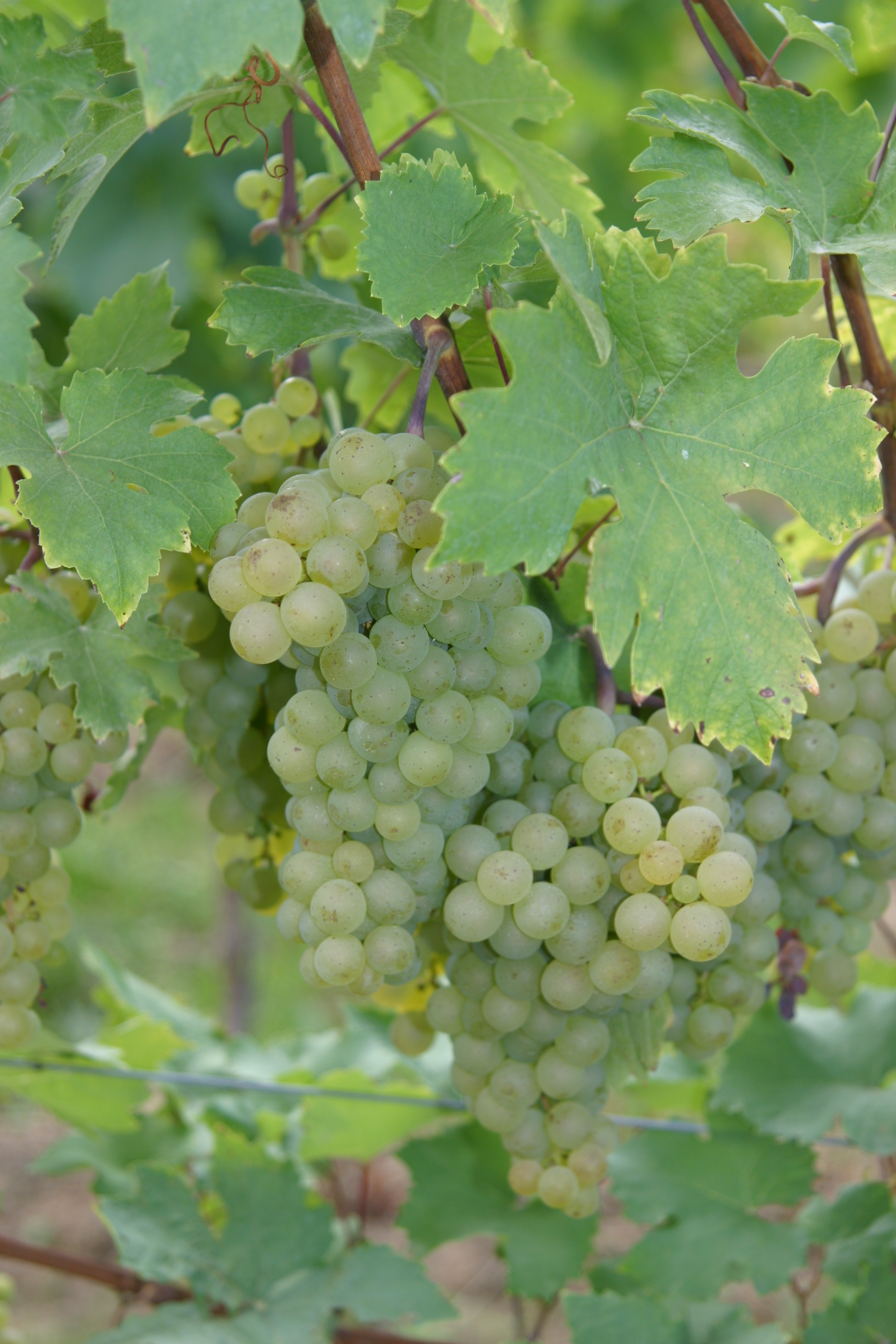
Rebsorte Ehrenbreitsteiner

Ehrenbreitsteiner ist eine weiße Rebsorte, die 1964 an der Forschungsanstalt Geisenheim in Geisenheim von Helmut Becker gezüchtet wurde. Es handelt sich um eine Kreuzung zwischen den Rebsorten Ehrenfelser x Reichensteiner. 
Beckers Grundidee bestand darin, neue Rebsorten zu entwickeln, die sich gegen die Reblaus und Pilze widerstandsfähiger erweisen würden als die traditionellen Reben. In diesen Zusammenhang gehören neben dem Ehrenbreitsteiner auch die Neuzüchtungen namens Dakapo, Prinzipal, Rondo und Saphira.
Die Sorte erhielt 1994 den Sortenschutz und wurde im gleichen Jahr in die Sortenliste aufgenommen. Der Wein wächst keineswegs an der Festung Ehrenbreitstein. Mit Koblenz hatte Becker auch keine substanzielle Verbindung. Vielmehr erklärt sich der Name aus einem Blending der Eltern-Rebsorten mit freier Assoziation des Mittel-Morphems in einer Hommage an die bekannte Verteidigungsanlage über dem Rhein.
Es gibt kleine bestockte Flächen in Deutschland, Kanada, Österreich, Ungarn und Italien. Auf dem Weinmarkt spielt die Sorte nur eine untergeordnete Rolle.
Der Weintyp erinnert geschmacklich an einen Riesling, sieht jedoch mit seiner grünlich-gelben Farbe anders aus. Er wächst anspruchsloser in Müller-Thurgau-Lagen. Die Sorte reift ca. zwei Wochen früher als der Riesling und erbringt duftige, säurebetonte Weine (→ Säure (Wein)). 
Synonyme: Zuchtnummer Geisenheim 6414-36 (Gm 6414-36)
Abstammung: Ehrenfelser x Reichensteiner

## Verbreitung in Deutschland
Im Jahr 2007 wurden in Deutschland 10 Hektar bestockter Rebflächen erhoben, die sich wie folgt auf die einzelnen Weinbaugebiete verteilt:
| Weinbaugebiet          | Rebfläche (Hektar) |
| Ahr                    | -                  |
| Baden                  | -                  |
| Franken                | -                  |
| Hessische Bergstraße   | -                  |
| Mittelrhein            | unter 0,5          |
| Mosel                  | 1                  |
| Nahe                   | -                  |
| Pfalz                  | unter 0,5          |
| Rheingau               | 1                  |
| Rheinhessen            | 8                  |
| Saale-Unstrut          | -                  |
| Sachsen                | -                  |
| Stargarder Land        | -                  |
| Württemberg            | -                  |
| TOTAL Deutschland 2007 | 10                 |

Quelle: Rebflächenstatistik vom 13. März 2008, Statistisches Bundesamt, Wiesbaden 2008 in Beschreibende Sortenliste des Bundessortenamtes 2008, Seite 198ff.

## Ampelographische Sortenmerkmale
In der Ampelographie wird der Habitus folgendermaßen beschrieben:
- Die Triebspitze ist offen. Sie ist locker bis mittelstark weißwollig behaart. Die Jungblätter sind hellgrün und leicht bronzefarben gefleckt (Anthocyanflecken).
- Die mittelgroßen Blätter sind fünflappig. Die Stielbucht ist V-förmig geschlossen. Das Blatt ist stumpf gezähnt. Die Zähne sind im Vergleich der Rebsorten grob. Die Blattoberfläche (auch Spreite genannt) ist mittelstark blasig derb.
- Die walzen- bis kegelförmige Traube ist selten geschultert, klein bis mittelgroß und mäßig dichtbeerig. Die rundlichen Beeren sind klein bis mittelgroß und von gelbgrüner Farbe.

Der Ehrenbreitsteiner treibt mittelspät aus und ist somit wenig empfindlich gegen eventuelle späte Frühjahrsfröste. Ihn zeichnet bei guter Holzreife eine gute Winterfrosthärte aus. 
Die Sorte ist wenig anfällig gegen den Echten Mehltau und mäßig anfällig gegen den Falschen Mehltau sowie gegen die Grauschimmelfäule.